# 帕洛斯韦尔德蓝蝶
帕洛斯韦尔德蓝蝶,地球上濒临灭绝的珍稀物种。珍稀保护生物。由于气候原因，除去三百只是野生，其余四千只皆为人工饲养。其主要分布在美国帕洛斯韦尔德等地区。翅上有金属般光泽，外形漂亮，飞行速度極快。